# Gefion

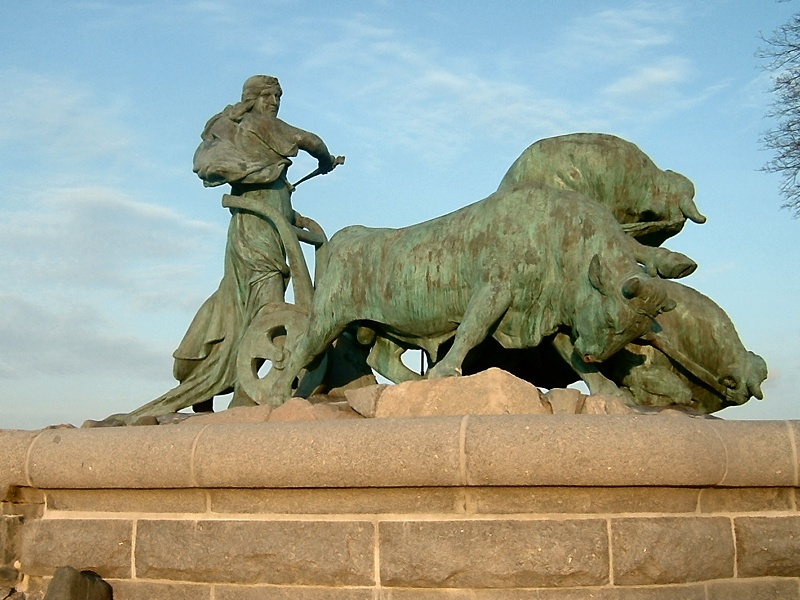
Die Statue der Gefjon auf dem Gefion-Brunnen in Kopenhagen, Dänemark

Gefion, auch Gefjun, ist in der germanischen Mythologie eine Asenjungfrau, Beschützerin der Jungfrauen, der alle gehören, die unvermählt sterben, sowie Göttin der Familie und des Glücks. Sie gilt als rein wie der Morgentau.
Es wird erzählt, dass Odin ihr aufgetragen habe, ein schönes Land für die Menschen zu machen. König Gylfi von Schweden habe ihr als einer fahrenden Frau, die ihn durch Gesang ergötzt habe, zum Lohn so viel Land gegeben, wie vier Ochsen in Tag und Nacht pflügen könnten. Sie aber, aus dem Asengeschlecht stammend, nahm aus Jötunheim vier Ochsen, die sie einem Riesen geboren hatte, und spannte sie vor den Pflug. Der Pflug ging so tief, dass er Land von Schweden losriss, worauf die Ochsen es fort durchs Meer zogen (gemeint ist Seeland).
Gefion soll dann mit Skjöld, dem Sohn Odins, vermählt worden sein und mit ihm Lethra bewohnt haben, den dänischen Königssitz auf Seeland.
In Lokis „Schandreden“ (Lokasenna) wundert sich Gefion, weshalb die Asen sich über Loki erzürnen. Sie sagt, es wäre seine Art, zu lästern und beschuldigt ihn, die Asen zu hassen. Loki greift nun Gefion an und sagt, dass ein Milchbart ihr Schmuck geschenkt und sie sofort die Schenkel um ihn geschlungen habe. Odin warnt daraufhin Loki, nicht Gefions Groll zu erwecken, denn sie weiß ebenso viel über das Schicksal der Welt wie der Hauptgott selbst.